# دیوید کرامبی
دیوید کرامبی (انگلیسی: David Crombie؛ زادهٔ ۲۴ آوریل ۱۹۳۶) سیاست مدار، استاد اهل کانادا است. او از سال ۱۹۷۲ تا ۱۹۷۸ شهردار تورنتو بود.